# Wiatrak holenderski w Szwarszowicach
Wiatrak holenderski w Szwarszowicach – wiatrak we wsi Szwarszowice będący własnością Muzeum Wsi Kieleckiej.

## Historia
Nie udało się ustalić dokładnie w którym roku Józef Kaczmarski zbudował obecny wiatrak na miejscy starego, drewnianego wiatraka kozłowego, który spłonął. Przyjmuje się, że został wybudowany pomiędzy 1880, a 1885 rokiem. Dwukondygnacyjny, murowany budynek powstał na planie koła o średnicy 8,9 metrów. Ściany zostały wymurowane z kamienia łączonego zaprawą wapienną. Po Józefie, właścicielem wiatraka był jego wnuk Stanisław, który przejął go ok. 1911 roku. Wiatrak działał do 1955 roku. 9 września 1957 roku został wpisany do rejestru zabytków pod numerem 502 i 27 sierpnia 1970 pod numerem 563.

## Właściciel
Wojewódzki Konserwator Zabytków w Kielcach wykupił wiatrak i przekazał Muzeum Narodowemu, a to w 1977 roku przekazało Muzeum Wsi Kieleckiej w Kielcach. Pełne prawo własności wiatraka i gruntu uzyskało Muzeum dopiero w marcu 2009 roku po uregulowaniu spraw własnościowych przez Urząd Marszałkowski.

## Remont
W 2019 wiatr uszkodził śmig i Muzeum podjęło decyzję o remoncie. Objął on również remont gontowego dachu, dyszla umożliwiającego jego obracanie, odwilgocenie i wyczyszczenie. Nowe śmigła zostaną wykonane z drewna modrzewiowego w Parku Etnograficznym w Tokarni na wzór dotychczasowych. Planowane jest udostępnienie wiatraka do zwiedzania turystom. W wiatraku zachowało się wyposażenie: „drewniany wał skrzydłowy z kołem „palecznym”, wał pionowy z kołem „sztorcowym”, śmigi z „napiórem” oraz dwa złożenia kamieni młyńskich. Zachował się również młyn z cylindrycznym odsiewaczem i skrzynie mączna i otrębna oraz wialnia.